# Оук Риџ (Флорида)
Оук Риџ (енгл. Oak Ridge) насељено је место без административног статуса у америчкој савезној држави Флорида.

## Демографија
По попису из 2010. године број становника је 22.685, што је 336 (1,5%) становника више него 2000. године.
| Група             | 2000.         | 2010.         |
| Белци             | 4.542 (20,3%) | 2.685 (11,8%) |
| Афроамериканци    | 6.357 (28,4%) | 9.072 (40,0%) |
| Азијати           | 1.267 (5,7%)  | 986 (4,3%)    |
| Хиспаноамериканци | 9.257 (41,4%) | 9.990 (44,0%) |
| Укупно            | 22.349        | 22.685        |